# Hans-Jürgen Burchardt

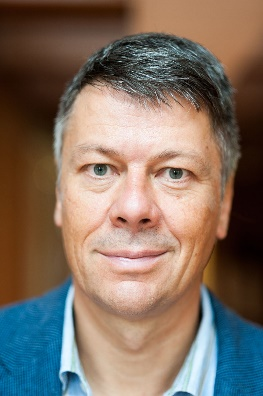
Hans-Jürgen Burchardt, 2019

Hans-Jürgen Burchardt (* 1962 in Hannover) ist ein deutscher Wirtschafts- und Sozialwissenschaftler. Seit 2005 ist er Professor für Internationale und intergesellschaftliche Beziehungen an der Universität Kassel.
Seine Forschungsschwerpunkte sind Nord-Süd-Beziehungen, Rohstoff-, Umwelt- und Sozialregime in internationaler Perspektive, Ziele für nachhaltige Entwicklung, soziale Ungleichheit und Reichtumsforschung, Entwicklungstheorie und -politik sowie Lateinamerika.

## Akademischer Werdegang
Burchardt studierte von 1988 bis 1996 Sozial- und Wirtschaftswissenschaften an den Universitäten Freiburg, Havanna und Bremen und schloss beide Disziplinen mit einem Prädikatsdiplom ab. Nach der Promotion 1997 war er bis zum Jahr 2000 als wissenschaftlicher Mitarbeiter und Leiter mehrerer Forschungsprojekte an der Universität Hannover tätig, wo er sich 2001 zum Thema internationale Sozialpolitik habilitierte. Neben verschiedenen Beratungstätigkeiten wie für die European Initiative for Democracy and Human Rights oder das deutsche Bundesministerium für Bildung und Forschung war er zwischen 2003 und 2005 Forschungsprojektleiter am Institut für Iberoamerika-Kunde Hamburg (heute: GIGA Institut für Lateinamerika-Studien). Zwischen 2004 und 2005 war er Vertretungsprofessor für Politikwissenschaften und Studiengangsleiter des Internationalen Studienganges „Politikmanagement“ der Hochschule Bremen. Von 2007 bis 2015 war er Sprecher des internationalen Promotionskollegs Global Social Policies and Governance (GSP&G), von 2009 bis 2015 Direktor des International Center for Development and Decent Work (ICDD).
Als Gastprofessor lehrte und forschte Burchhardt am Institut Barcelona Estudis Internacionals (IBEI), an der Rutgers University, an der Universidad de La Habana (UH) sowie an der Universidad Nacional de San Martín in Buenos Aires (UNSAM).
Seit 2017 ist Burchardt Direktor des CALAS - Maria Sibylla Merian Center for Advanced Latin American Studies und des Lateinamerika-Forschungszentrums Centro de Estudios Latinoamericanos (CELA) an der Universität Kassel.
Weiterhin ist Burchardt seit 2021 Projektleiter im Rahmen des vom BMBF geförderten Forschungsverbundes extractivism.de und forscht gemeinsam mit Rachid Ouaissa und Hannes Warnecke-Berger zu Rohstoffextraktivismus in Lateinamerika und dem Maghreb.

## Privates
Burchardt ist mit einer Kubanerin verheiratet und hat mit ihr einen Sohn.

## Bücher (Auswahl)
- als Hrsg. mit Irene Lungo-Rodríguez: Wealth, Development and Social Inequalities in Latin America. Transdiciplinary Insights. Routledge, London 2024, ISBN 9781032473567.
- als Hrsg. mit Philip Fehling: Taxation and Inequality in Latin America: New Perspectives on Political Economy and Tax Regimes. Routledge, London 2023, ISBN 9781032373744.
- als Hrsg. mit Johanna Leinius: (Post-)colonial Archipelagos: Comparing the Legacies of Spanish Colonialism in Cuba, Puerto Rico and the Philippines. University of Michigan Press, Michigan 2022, ISBN 978-0-472-90260-6. (Digitalisat auf fulcrum.org, abgerufen am 22. Mai 2023)
- Das pandemische Manifest. Neun Schritte in eine zukunftsfähige Gesellschaft. Oekom, München 2021, ISBN 978-3-96238-342-8. (Digitalisat auf oekom.de, abgerufen am 20. September 2021)
- als Hrsg.: (Post)colonialismo a prueba, Cuba, Puerto Rico y las Filipinas desde una perspectiva comparada. Gedisa, Mexiko 2021, ISBN 978-84-18525-65-0. (Digitalisat auf calas.lat, abgerufen am 20. September 2021)
- mit Osnaide Izquierdo Quintana: Trabajo decente y Sociedad: Cuba bajo la óptica de los estudios sociolaborales comparada. Editorial UH, Havana 2017, ISBN 978-959-7251-20-0. (Digitalisat auf uni-kassel.de, abgerufen am 20. September 2021)
- als Hrsg. mit Stefan Peters und Nico Weinmann: Entwicklungstheorie von heute – Entwicklungspolitik von morgen. Nomos, Baden-Baden 2017, ISBN 978-3-8487-2613-4.
- als Hrsg. mit Stefan Peters: Umwelt und Entwicklung in globaler Perspektive: Ressourcen – Konflikte – Degrowth. Campus Verlag, Frankfurt am Main 2017, ISBN 978-3-593-50512-1.
- mit Rafael Domínguez, Carlos Larrea und Stefan Peters;  Nada dura para siempre:  Neo-extractivismo tras el boom de las materias primas. UASB-ICDD, Quito 2016, ISBN 978-9942-14-842-1. (Digitalisat auf kassel-global.de, abgerufen am 20. September 2021)
- mit Stefan Peters: Der Staat in globaler Perspektive. Zur Renaissance der Entwicklungsstaaten. Campus-Verlag, Frankfurt am Main 2015, ISBN 978-3-593-50317-2.
- mit Fernando Groisman: Desprotegidos y desiguales. ¿Hacia una nueva fisonomía social? Prometeo, Buenos Aires 2014, ISBN 987-574-662-2.
- mit Olaf Kaltmeier und Rainer Öhlschläger: Urbane (T)Räume: Städte zwischen Kultur, Kommerz und Konflikt. Nomos, Baden-Baden 2014, ISBN 978-3-8487-1335-6.
- mit Stefan Peters und Nico Weinmann: Arbeit in globaler Perspektive. Facetten informeller Beschäftigung. Campus Verlag, Frankfurt am Main 2013, ISBN 978-3-593-39964-5.
- mit Elisabeth Tuider und Rainer Öhlschläger: Frauen (und) Macht in Lateinamerika. Nomos, Baden-Baden 2013, ISBN 978-3-8487-0758-4.
- mit Kristina Dietz und Rainer Öhlschläger: Umwelt und Entwicklung im 21. Jahrhundert – Impulse und Analysen aus Lateinamerika. Nomos, Baden-Baden 2013, ISBN 978-3-8329-7977-5.
- mit Anne Tittor und Nico Weinmann: Sozialpolitik in globaler Perspektive – Asien, Afrika und Lateinamerika. Campus Verlag, Frankfurt am Main 2012, ISBN 978-3-593-39780-1.
- mit Ingrid Wehr: Soziale Ungleichheiten in Lateinamerika. Nomos, Baden-Baden 2011, ISBN 978-3-8329-6278-4.
- Tiempos de cambio - Repensar América Latina. Ediciones Böll, El Salvador 2007, ISBN 968-9084-02-X (Digitalisat auf kobra.uni-kassel.de, abgerufen am 20. September 2021)
- Nord-Süd-Beziehungen im Umbruch – Neue Perspektiven auf Staat und Demokratie in der Weltpolitik.Campus Verlag, Frankfurt am Main 2009, ISBN 978-3-593-39016-1.
- Zeitenwende - Politik nach dem Neoliberalismus. Schmetterling-Verlag, Stuttgart 2004, ISBN 3-89657-610-0.